# Severnaja Zemlja
La Severnaja Zemlja (in russo Се́верная Земля́ , cioè "Terra del Nord"), o Terra di Nicola II (Земля́ Никола́я II), è un arcipelago russo situato nel mar Glaciale Artico. Amministrativamente fa parte del rajon Tajmyrskij del Territorio di Krasnojarsk.
L'area totale dell'arcipelago, che è disabitato, è di circa 37 000 km².
Presso la Severnaja Zemlja è situato il punto insulare più settentrionale di tutta l'Asia: capo Artico (in russo мыс Арктический), sull'isola Komsomolec.

## Storia
L'arcipelago, che alcuni autori hanno ipotizzato coincidere, unitamente alla penisola del Tajmyr, con la leggendaria isola di Tazata, descritta da Plinio il Vecchio nella Naturalis historia, fu scoperto nell'anno 1913, nel corso della spedizione idrografica di Boris Andreevič Vil'kickij degli anni 1910-1915. Inizialmente l'arcipelago fu chiamato dai partecipanti alla spedizione con la parola «Тайвай» (Tajvàj), dalle prime sillabe dei nomi delle rompighiaccio della spedizione, cioè «Таймыр» (Tajmìr) e «Вайгач» (Vajgàch).
L'arcipelago ricevette il nome ufficiale «Terra di Nicola II», in onore dell'allora regnante imperatore russo, il 10 (o 23 secondo il calendario gregoriano) gennaio del 1914, quando ciò fu dichiarato tramite il quattordicesimo decreto del Ministro della Marina. Continuano le controversie riguardo a chi sia stato l'inventore di questo nome. È noto che Boris Vil'kickij era un suo sostenitore sia prima che apparisse il quattordicesimo decreto, sia due decenni più tardi. Originariamente si riteneva che l'arcipelago fosse tutto una sola isola.
L'11 gennaio del 1926 il capo del Comitato Esecutivo Centrale di tutta la Russia, con un suo decreto, rinominò Severnaja Zemlja la Terra di Nicola II. L'isola dello zarevič Aleksej fu rinominata Malyj Tajmyr, (Piccolo Tajmyr). Successivamente tra il 1931 ed il 1933 furono scoperte le isole formanti l'arcipelago, che ricevettero dai pionieri sovietici i nomi di isola Bolscevica (Большевик), Komsomolec (Комсомолец), del Pioniere (Пионер), della Rivoluzione d'Ottobre (Октябрьской Революции) e di Schmidt (Шмидта).
Il 1º dicembre del 2006 il parlamento dell'okrug autonomo del Tajmyr, che aveva proposto di restituire il precedente nome di Terra dello Zar Nicola II all'arcipelago della Severnaja Zemlja, accettò la decisione di rinominare isola dello Carevič Aleksej anche l'isola Malyj Tajmyr, isola di Sant'Alessandra l'isola della Rivoluzione d'Ottobre, isola di Sant'Olga l'isola Bolscevica, isola di Santa Maria l'isola Komsomolec e infine isola di Santa Tatiana l'isola del Pioniere. Tuttavia, dopo l'unione del Territorio di Krasnojarsk e dell'okrug autonomo del Tajmyr, l'assemblea legislativa del Territorio di Krasnojarsk non appoggiò questa iniziativa.

## Posizione geografica

Mappa dell'arcipelago

La Severnaja Zemlja si trova nella parte centrale del mar Glaciale Artico. Ad ovest le coste dell'arcipelago sono bagnate dal mare di Kara, ad est dal mare di Laptev. La Severnaja Zemlija è separata dalla parte continentale del kraj di Krasnojarsk dallo stretto di Vil'kickij, lungo 130 chilometri e largo 56 (nel punto più stretto tra capo Čeljuskin e l'estremità meridionale delle isole di Tranze, presso le coste dell'isola Bolscevica). Il punto più distante dal continente è capo Zemljanòij (in russo Земляной) sull'isola di Schmidt, distante 470 chilometri dalla penisola del Tajmyr. L'arcipelago, che si estende per 404 km in longitudine e 380 km in latitudine, ha questi punti estremi:
- Il più settentrionale è capo Artico (81° 16' 22.92" N), sull'isola Komsomolec. La sua distanza dal polo Nord ammonta a 990,7 chilometri, e perciò il capo è spesso usato come punto di partenza delle spedizioni artiche.
- Il più meridionale è il capo di Neupokoèv, o in russo мыс Неупокоева (77° 55' 11.21" N), sull'isola Bolscevica.
- Il più orientale è nelle vicinanze di capo Baz sull'isola Malyj Tajmyr (107° 45' 55.67" E).
- Il più occidentale è un capo senza nome situato all'estremo ovest dell'isola di Schmidt (90° 4' 42.95" E).

## Rilievi
Di tutta la superficie della Severnaja Zemlja il 47% è ricoperto dal ghiaccio e il 14% della linea costiera è coperta dal limite dei ghiacciai, che hanno scogliere alte fino a 30 metri. In totale nell'arcipelago ci sono venti grandi ghiacciai. La massima altezza sul livello del mare dell'isola della Rivoluzione d'Ottobre (che è quella con maggiore elevazione di tutto l'arcipelago) è di 965 metri; sull'isola Bolscevica si tocca invece un massimo di 935 metri, seguito dai 781 metri di Komsomolec, dai 382 metri dell'Isola del Pioniere e in coda dai 315 metri dell'isola Schmidt. Oltretutto, questi dati superano di molto le stime delle prime cartine geografiche, ad esempio si credeva che il punto di massima altezza sull'isola della Rivoluzione d'Ottobre fosse a 625 metri, e a 300 metri sull'isola Bolscevica, più di tre volte meno dell'altezza reale.

## Clima
| Severnaja Zemlja (1991-2020) Fonte: | Mesi         | Mesi         | Mesi         | Mesi         | Mesi         | Mesi         | Mesi        | Mesi         | Mesi         | Mesi         | Mesi         | Mesi         | Stagioni | Stagioni | Stagioni | Stagioni | Anno  |
| Severnaja Zemlja (1991-2020) Fonte: | Gen          | Feb          | Mar          | Apr          | Mag          | Giu          | Lug         | Ago          | Set          | Ott          | Nov          | Dic          | Inv      | Pri      | Est      | Aut      | Anno  |
| ----------------------------------- | ------------ | ------------ | ------------ | ------------ | ------------ | ------------ | ----------- | ------------ | ------------ | ------------ | ------------ | ------------ | -------- | -------- | -------- | -------- | ----- |
| T. max. media (°C)                  | −22,5        | −22,8        | −21,2        | −15,1        | −6,7         | 0,1          | 2,0         | 1,5          | −0,9         | −6,9         | −14,2        | −19,7        | −21,7    | −14,3    | 1,2      | −7,3     | −10,5 |
| T. media (°C)                       | −25,8        | −26,2        | −24,7        | −18,4        | −9,0         | −1,3         | 0,7         | 0,3          | −2,2         | −9,0         | −17,0        | −22,9        | −25,0    | −17,4    | −0,1     | −9,4     | −13,0 |
| T. min. media (°C)                  | −29,2        | −29,6        | −28,1        | −21,5        | −11,3        | −2,5         | −0,4        | −0,7         | −3,5         | −11,1        | −19,9        | −26,0        | −28,3    | −20,3    | −1,2     | −11,5    | −15,3 |
| T. max. assoluta (°C)               | 0,1 (2016)   | −1,1 (1956)  | 0,4 (2011)   | 1,0 (2011)   | 3,2 (1993)   | 8,8 (1943)   | 13,3 (1965) | 11,5 (2020)  | 7,2 (2020)   | 2,9 (2018)   | 0,8 (2001)   | 0,2 (1993)   | 0,2      | 3,2      | 13,3     | 7,2      | 13,3  |
| T. min. assoluta (°C)               | −49,1 (1951) | −48,2 (1940) | −50,7 (1969) | −40,3 (1977) | −29,6 (1964) | −14,7 (1964) | −5,0 (2003) | −12,0 (1976) | −21,1 (1981) | −35,7 (1982) | −42,8 (1989) | −46,4 (1968) | −49,1    | −50,7    | −14,7    | −42,8    | −50,7 |
| Nuvolosità (okta al giorno)         | 6,5          | 6,7          | 6,6          | 6,9          | 8,1          | 8,9          | 8,9         | 9,0          | 9,1          | 8,4          | 6,8          | 6,6          | 6,6      | 7,2      | 8,9      | 8,1      | 7,7   |
| Precipitazioni (mm)                 | 10           | 9            | 10           | 9            | 9            | 19           | 27          | 30           | 24           | 14           | 9            | 11           | 30       | 28       | 76       | 47       | 181   |
| Giorni di pioggia                   | 0            | 0            | 0            | 0            | 0,2          | 4,0          | 9,0         | 8,0          | 5,0          | 0,4          | 0,0          | 0,0          | 0,0      | 0,2      | 21,0     | 5,4      | 26,6  |
| Nevicate (cm)                       | 25           | 27           | 30           | 34           | 39           | 38           | 6           | 0            | 2            | 12           | 16           | 21           | 73       | 103      | 44       | 30       | 250   |
| Giorni di neve                      | 16           | 14           | 13           | 14           | 18           | 14           | 9           | 10           | 19           | 21           | 17           | 15           | 45       | 45       | 33       | 57       | 180   |
| Giorni di nebbia                    | 0,2          | 0,3          | 0,2          | 0,3          | 1,0          | 4,0          | 10,0        | 10,0         | 5,0          | 0,0          | 0,1          | 0,1          | 0,6      | 1,5      | 24,0     | 5,1      | 31,2  |
| Umidità relativa media (%)          | 82           | 82           | 82           | 84           | 87           | 91           | 94          | 94           | 92           | 86           | 84           | 83           | 82,3     | 84,3     | 93       | 87,3     | 86,8  |
| Vento (direzione-m/s)               | SE 5,9       | SE 5,6       | SE 5,5       | SE 5,6       | NE 4,8       | N 4,9        | N 5,0       | N 4,8        | SE 5,7       | E 6,3        | SE 5,7       | SE 5,7       | 5,7      | 5,3      | 4,9      | 5,9      | 5,5   |